# James Maitland, 8:e earl av Lauderdale
James Maitland, 8:e earl av Lauderdale, född den 26 januari 1759, död den 10 september 1839, var en brittisk politiker och nationalekonomisk författare, son till James Maitland, 7:e earl av Lauderdale, far till James Maitland, 9:e earl av Lauderdale och Anthony  Maitland, 10:e earl av Lauderdale, morfars far till Arthur Balfour, 1:e earl av Balfour. 
Maitland blev 1780 advokat och samma år medlem av underhuset, där han, då kallad lord Maitland, satt till 1789, då han ärvde sin fars skotska earltitel. Han var oppositionsman, vän till Fox och gjorde sig 1787 bemärkt som medlem av anklagelsekommissionen mot Warren Hastings. Åren 1790-96 var Lauderdale en av de skotska peerernas representanter i överhuset. Han talade där mot krig med Frankrike och mot de av rädsla för franska revolutionen vidtagna inskränkningarna i församlings- och tryckfrihet med mera. Han var även en av stiftarna av den av revolutionsidéerna påverkade föreningen Friends of the people (1792). 
Då Fox 1806 kom till makten, blev Lauderdale brittisk peer (baron Lauderdale) och som storsigillbevarare för Skottland medlem av ministären, men han avgick i mars 1807. Sedan verkade han som chef för överhusets skotska whiglorder, men övergick så småningom till en alltmer utpräglad toryåskådning. Han understödde 1821 regeringen vid skilsmässoprocessen mot drottning Karolina och sökte 1831-32 lidelsefullt motverka den stora parlamentsreformens genomförande. Lauderdale författade bland annat Inquiry into the nature and origin of public wealth (1804).